# Регуло Перес, Хуан
Хуан Регуло Перес (исп. Juan Régulo Pérez; 30 марта 1914, Гарафия, Канарские острова — 27 января 1993, Сан-Кристобаль-де-ла-Лагуна) — испанский лингвист, один из специалистов по литературе на эсперанто, профессор университета Ла-Лагуна.

## Биография
Сын бедных крестьян, начал работать в 1934 году учителем. Во время Гражданской войны в Испании был арестован за симпатию республиканскому движению, и ему запретили заниматься преподавательской деятельностью. В 1945 году получил право преподавать в университете Лагуна.
С 1933 года Регуло начал изучать эсперанто. С 1945 года давал курсы эсперанто в университете, где затем создал специальную кафедру — первую в Испании. В 1952 году основал издательство Stafeto — крупнейший источник по мировой литературе на эсперанто, известный благодаря высокому качеству. В течение последующей четверти века он переводил художественные произведения крупнейших мировых авторов на эсперанто.
Его вторая работа — La bapto de caro Vladimir (с эсп. — «Крещение князя Владимира»), перевод стихотворения чешского сатира Карела Гавличека-Боровского, стала поводом для скандала, поскольку председатель Федерации эсперантистов Испании потребовал не публиковать работу как сатиру на режим Франко. Регуло отказался, несмотря на угрозы, и вскоре был уволен. После его увольнения университет Ла Лагуна опубликовал памятный сборник лат. Serta gratulatoria in honorem Juan Régulo, куда вошли работы Хуана Регуло Переса на испанском, эсперанто и других языках по литературе, географии, филологии, антропологии и истории.
Хуан Регуло Перес преподавал латинскую и романскую филологию, давал уроки народной латыни, латинского языка и литературы. Сотрудничал с докторами наук Хуаном Альваресом Дельгадо, Хакинто Альсола, Мануэлой Марреро с факультета философии и литературы. Автор множества работ по географии, антропологии и истории Канарских островов, в том числе родного острова Пальма.